# Генеральний секретар Ради Європи
Генеральний секретар Ради Європи — адміністративний орган Ради Європи, один з чотирьох головних органів організації (на додаток до Комітету міністрів, Парламентської асамблеї та Конгресу місцевих і регіональних влад Європи).
Генеральний секретар несе відповідальність за повсякденне функціонування організації. Функції допомагає виконувати персонал з понад тисячі співробітників. Строк повноважень Генерального секретаря становить 5 років.
З 18 вересня 2024 року цю посаду обіймає Ален Берсе (Швейцарія).

## Генеральні секретарі
| Країна          | Ім'я                   | Портрет | Період                            |
| --------------- | ---------------------- | ------- | --------------------------------- |
| Франція         | Жак Каміль Паріс       |         | 11 серпня 1949 - 17 липня 1953    |
| Франція         | Леон Маршаль           |         | 21 вересня 1953 - 24 вересня 1956 |
| Італія          | Лодовіко Бенвенуті     |         | 19 вересня 1957 - 15 березня 1964 |
| Велика Британія | Пітер Смітерс          |         | 16 березня 1964 - 15 вересня 1969 |
| Австрія         | Луйо Тончіц-Соріньї    |         | 16 вересня 1969 - 16 вересня 1974 |
| Німеччина       | Георг Кан-Акерман      |         | 17 вересня 1974 - 17 вересня 1979 |
| Австрія         | Франц Карасек          |         | 1 жовтня 1979 - 1 жовтня 1984     |
| Іспанія         | Марселіно Ореха Агірре |         | 1 жовтня 1984 - 1 червня 1989     |
| Франція         | Катрін Лалюм'єрс       |         | 1 червня 1989 - 1 червня 1994     |
| Швеція          | Даніель Таршис         |         | 1 червня 1994 - 1 вересня 1999    |
| Австрія         | Вальтер Швіммер        |         | 1 вересня 1999 - 1 вересня 2004   |
| Велика Британія | Террі Девіс            |         | 1 вересня 2004 - 1 вересня 2009   |
| Норвегія        | Турб'єрн Ягланд        |         | 1 вересня 2009 - 18 вересня 2019  |
| Хорватія        | Марія Пейчинович-Бурич |         | 18 вересня 2019 - 18 вересня 2024 |
| Швейцарія       | Ален Берсе             |         | з 18 вересня 2024                 |